# Силецкий, Виктор Петрович
Виктор Петрович Силецкий (7 января 1950 — 21 декабря 2018) — бывший директор агрофирмы-совхоза «Белозёрский», Херсонская область, Герой Украины (2003). Уволен в результате рейдерского захвата агрофирмы.

## Биография
Родился 7 января 1950 года в пгт Белозёрка Херсонской области.
В 1976 году окончил Херсонский сельскохозяйственный институт имени А. Д. Цюрупы, агроном. Кандидат сельскохозяйственных наук — кандидатская диссертация «Эффективность выращивания озимой пшеницы после яровых капустных культур на орошаемых землях Юга Украины» (Херсонский государственный аграрный университет, 2003). Академик АН Украины.
- Трудовую деятельность начал в 1967 году учителем Днепровской восьмилетней школы Белозёрского района.
- С 1970 года работал агрономом.
- C 1979 года — директор, совхоз «Белозёрский» Херсонской области, позже — агрофирма совхоз «Белозёрский»[3].

Член Аграрной партии Украины. Депутат Херсонского областного совета (2006—2010).

## Награды
- Герой Украины (с вручением ордена Державы, 12.11.2003 — за достижения рекордных показателей в производстве сельскохозяйственной продукции, внедрение передовых технологий и современных форм хозяйствования).
- Награждён советскими орденами «Знак Почёта» (1976) и Октябрьской Революции (1991).
- Заслуженный работник сельского хозяйства Украины (02.1998).
- Почётный профессор Херсонского государственного аграрного университета.